# Krzysztof Gonerski
Krzysztof Gonerski (ur. 11 czerwca 1971 w Gdańsku, zm. 15 stycznia 2016 tamże) – polski bloger oraz znawca i popularyzator kina grozy. Z zawodu prawnik.

## Życiorys
Urodził się 11 czerwca 1971 roku w Gdańsku. Ukończył prawo na Uniwersytecie Gdańskim (1996). Jako wielbiciel kina grozy, współpracował z magazynami, takimi jak "Czachopismo", "Lśnienie", "Torii", "Grabarz Polski", "Science Fiction, Fantasy i Horror", "Nowa Fantastyka" oraz licznymi serwisami filmowymi, w których publikował recenzje i teksty publicystyczne. Od 2005 roku był redaktorem portalu Horror Online. Był także autorem blogu [http://strachmaskosneoczy.blogspot.com/ strachmaskosneoczy.blogspot.com].
Najbardziej znany jako autor pierwszej w Polsce książkowej monografii azjatyckiego kina grozy Strach ma skośne oczy: Azjatyckie kino grozy, opublikowanej w 2011 roku nakładem wydawnictwa Kwiaty Orientu.
Był też autorem dwóch opowiadań grozy Prezent i Potwór, opublikowanych w antologiach Trupojad oraz Pokój do wynajęcia.